# دانيال بيلي
دانيال بيلي (بالإنجليزية: Daniel Beale) هو لاعب هوكي الحقل أسترالي، ولد في 12 فبراير 1993 في بريزبان في أستراليا.

## وصلات خارجية
- دانيال بيلي على موقع الاتحاد الدولي للهوكي (الإنجليزية)
- دانيال بيلي على موقع اللجنة الأولمبية الدولية (الإنجليزية)
- دانيال بيلي على موقع أوليمبيديا (الإنجليزية)
- دانيال بيلي على موقع اللجنة الأولمبية الأسترالية (الإنجليزية)
- دانيال بيلي على موقع اتحاد ألعاب الكومنولث (مؤرشف) (الإنجليزية)